# Thomas Betterton

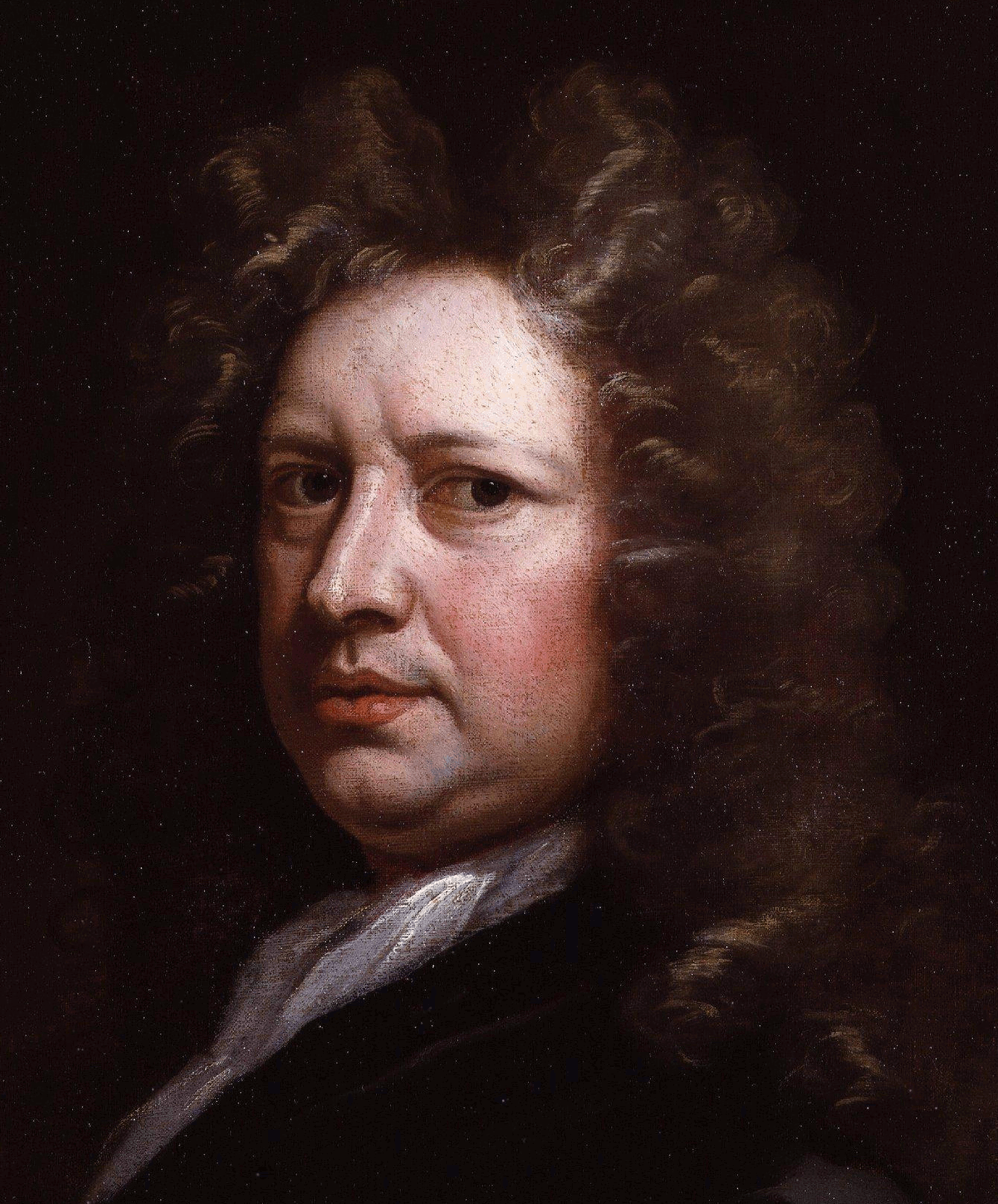
Thomas Betterton, Gemälde von Sir Godfrey Kneller

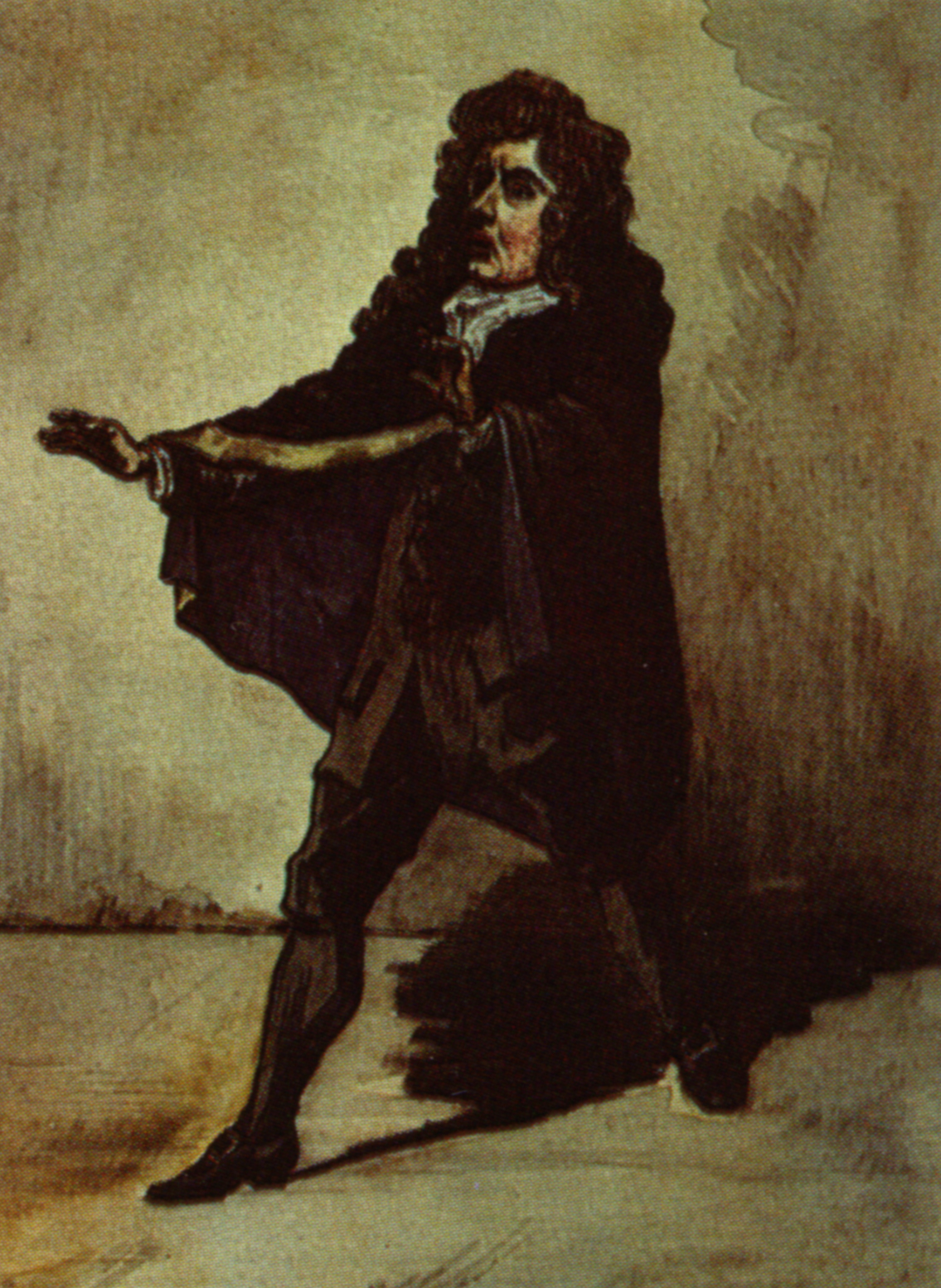
Thomas Betterton als Hamlet, Anonyme Zeichnung

Thomas Betterton (* um 1635 in London; † 28. April 1710 ebenda) war ein englischer Schauspieler der Restaurations-Zeit.

## Leben
Bettertons Vater war einer der Hilfsköche am Hof des englischen Königs Karl I. Betterton junior ging bei dem Verleger John Holden in die Lehre und setzte vermutlich seine Ausbildung bei einem Buchhändler names Rhodes fort, der den Kostümfundus des Blackfriars Theatre überwachte. Rhodes erhielt 1659 eine Lizenz, eine eigene Schauspielgruppe zu gründen und eröffnete 1660 in der Londoner Drury Lane ein eigenes Theater. Betterton hatte dort seinen ersten Auftritt und wurde im folgenden Jahr von William Davenant für dessen Schauspieltruppe in Lincoln Inn’s Fields engagiert.
Sein schauspielerisches Talent machte Thomas Betterton sofort bekannt und er übernahm sehr bald Hauptrollen. Betterton erwarb sich auch sehr rasch die Anerkennung von Karl II., der ihn nach Paris sandte, um sich dort Anregungen für die Weiterentwicklung des britischen Theaters zu holen. Nach Davenants Tod 1668 wurde Betterton Leiter der Truppe, die 1671, inzwischen als Patent Theatre, ins Dorset Garden Theatre umzog. Zwischen 1682 und 1688 war er Manager des Theatre Royal Drury Lane. Zu Beginn der 1690er Jahre war der Umgang mit der Theaterleitung (besonders unter Christopher Rich) mit den Schauspielern unerträglich geworden und Betterton verließ 1695 das Theatre Royal. Mit der Unterstützung von neun ihn begleitenden Schauspielerkollegen eröffnete er im selben Jahr das Lincoln’s Inn Fields Theatre mit William Congreves Stück Love for Love. Betterton starb am 28. April 1710 und wurde in der Westminster Abbey beerdigt.
Thomas Betterton war mittelgroß, athletisch gebaut, wenn auch zur Fülle neigend. Er hatte eine eher durchsetzungsfähige als melodische Stimme. Sowohl Samuel Pepys, Alexander Pope, Richard Steele als auch Colley Cibber rühmten sein darstellerisches Talent. Sein Repertoire umfasste eine Reihe von Shakespeare-Rollen, berühmt wurde jedoch auch seine Darstellung des Lord Foppington in dem Stück The provoked Wife des vielseitigen John Vanbrugh. Ihm wird außerdem ein moralisch einwandfreies Leben nachgesagt, was sowohl für die damalige Zeit als auch für seinen Berufsstand ungewöhnlich war. Verheiratet war er seit 1662 mit Mary Saunderson, einer ebenfalls bemerkenswerten Schauspielerin, die häufig die Ophelia darstellte, wenn er den Hamlet gab.

## Libretto
- The Prophetess or The History of Dioclesian. Semi-Oper. Musik: Henry Purcell. Uraufführung 1690 in London (Dorset Garden).

| Personendaten    | Personendaten                                  |
| ---------------- | ---------------------------------------------- |
| NAME             | Betterton, Thomas                              |
| KURZBESCHREIBUNG | englischer Schauspieler der Restaurations-Zeit |
| GEBURTSDATUM     | um 1635                                        |
| GEBURTSORT       | London                                         |
| STERBEDATUM      | 28. April 1710                                 |
| STERBEORT        | London                                         |